# Hršak Breg
 Hršak Breg  falu Horvátországban Krapina-Zagorje megyében. Közigazgatásilag Krapinske Toplicéhez tartozik.

## Fekvése
Zágrábtól 35 km-re északnyugatra, községközpontjától  2 km-re északkeletre a Horvát Zagorje északnyugati részén fekszik.

## Története
A településnek 1890-ben és 1910-ben 250 lakosa volt. Trianonig Varasd vármegye Pregradai járásához tartozott. A településnek 2001-ben 150 lakosa volt.

## Nevezetességei
Páduai Szent Antal tiszteletére szentelt kápolnája a faluban egy dombon található. A nyugat-keleti tájolású, hosszúkás hajó és az ötszög záródású szentély 1899-ben épült. A neogótikus és neoromán elemekkel rendelkező épület, valamint a belső festés és a neo stílusú berendezés harmonikus egészet alkotnak. Az azonos titulusú templomot az 1676-as egyházlátogatás még fakápolnaként említi.

## Külső hivatkozások
- Krapinske Toplice község hivatalos oldala
- Krapinske Toplice turisztikai portálja